# Scout X-4
Scout X-4 – amerykańska rakieta nośna całkowicie na paliwo stałe. Występowała w dwóch wariantach: podstawowym i „A”, który został użyty tylko dwa razy. Rakiety te wynosiły głównie satelity naukowe.

## Wariant podstawowy

### Chronologia startów
1. 28 czerwca 1963, 21:19 GMT; s/n S113; miejsce startu: Wallops Flight Facility (LA3), Stany Zjednoczone
Ładunek: Geophysical Research Satellite; Uwagi: start udany
2. 19 grudnia 1963, 18:49 GMT; s/n S122R; miejsce startu: Pacific Missile Range (LC-D), Stany Zjednoczone
Ładunek: Explorer 19; Uwagi: start udany
3. 4 czerwca 1964, 03:50 GMT; s/n S125R; miejsce startu: Pacific Missile Range (LC-D), Stany Zjednoczone
Ładunek: Transit 5C-1; Uwagi: start udany
4. 25 czerwca 1964, 01:40 GMT; s/n S128R; miejsce startu: Pacific Missile Range (LC-D), Stany Zjednoczone
Ładunek: ESRS; Uwagi: start nieudany – eksplozja 2. członu
5. 20 lipca 1964, 10:53 GMT; s/n S124R; miejsce startu: Wallops Flight Facility (LA3A), Stany Zjednoczone
Ładunek: SERT 1; Uwagi: start udany – lot suborbitalny
6. 25 sierpnia 1964, 13:43 GMT; s/n S129R; miejsce startu: Vandenberg Air Force Base (PALC-D), Stany Zjednoczone
Ładunek: Explorer 20; Uwagi: start udany
7. 10 października 1964, 03:00 GMT; s/n S123R; miejsce startu: Vandenberg Air Force Base (PALC-D), Stany Zjednoczone
Ładunek: Explorer 22; Uwagi: start udany
8. 6 listopada 1964, 12:02 GMT; s/n S133R; miejsce startu: Wallops Flight Facility (LA3), Stany Zjednoczone
Ładunek: Explorer 23; Uwagi: start udany
9. 21 listopada 1964, 17:09 GMT; s/n S135R; miejsce startu: Vandenberg Air Force Base (PALC-D), Stany Zjednoczone
Ładunek: Explorer 24, Explorer 25; Uwagi: start udany
10. 15 grudnia 1964, 20:20 GMT; s/n S137R; miejsce startu: Wallops Flight Facility (LA3A), Stany Zjednoczone
Ładunek: San Marco 1; Uwagi: start udany
11. 29 kwietnia 1964, 14:17 GMT; s/n S136R; miejsce startu: Wallops Flight Facility (LA3A), Stany Zjednoczone
Ładunek: Explorer 27; Uwagi: start udany
12. 19 listopada 1964, 04:48 GMT; s/n S138R; miejsce startu: Wallops Flight Facility (LA3A), Stany Zjednoczone
Ładunek: Explorer 30; Uwagi: start udany
13. 6 grudnia 1965, 21:05 GMT; s/n S139R; miejsce startu: Vandenberg Air Force Base (PALC-D), Stany Zjednoczone
Ładunek: FR 1; Uwagi: start udany

## Wariant A
Pięcioczłonowy wariant rakiety. Użyty tylko 2 razy.

### Chronologia startów
1. 18 sierpnia 1964, 06:05 GMT; s/n S129R; miejsce startu: Wallops Flight Facility (LA3), Stany Zjednoczone
Ładunek: Reentry 4A; Uwagi: start udany – lot suborbitalny
2. 10 lutego 1966, 00:55 GMT; s/n S141C; miejsce startu: Wallops Flight Facility (LA3A), Stany Zjednoczone
Ładunek: Reentry 4B; Uwagi: start udany